# Włókniarz Aleksandrów Łódzki
Włókniarz Aleksandrów Łódzki pełna nazwa Aleksandrowski Klub Sportowy Włókniarz Aleksandrów Łódzki – klub sportowy, założony w 1949 w Aleksandrowie Łódzkim.

## Nazwy
- 1949 – Zryw
- 1949 – Klub Sportowy Włókniarz
- 1958 – Aleksandrowski Klub Sportowy Włókniarz (po włączeniu sekcji piłkarskiej Startu Aleksandrów Łódzki)

## Sekcja piłki nożnej
Sekcja piłki nożnej działała od początków istnienia klubu. Najsłynniejszym jej wychowankiem jest Włodzimierz Smolarek, członek Klubu Wybitnego Reprezentanta, uczestnik dwóch turniejów o mistrzostwo świata w piłce nożnej (Hiszpania '82 oraz Meksyk '86). Oprócz niego sekcję reprezentował także inny wybitny reprezentant kraju, Tomasz Kłos.

### Sukcesy
- III liga (7 sezonów) – od 1987/1988 do 1993/1994
- najwyżej w tabeli III ligi (obecnie II) piłkarze z Aleksandrowa Łódzkiego byli w swoim premierowym sezonie w tych rozgrywkach (5. miejsce)[3].

### Stadion
Stadion Włókniarza o pojemności 3 tys. miejsc znajdował się przy ul. 22 Lipca.

## Inne sekcje
- bokserska; aktor Jan Machulski[5], uprawiał w klubie boks.
- lekkoatletyka; wychowankiem sekcji jest m.in. Andrzej Grabarczyk, mistrz Polski w trójskoku, uczestnik dwóch Igrzysk Olimpijskich (Seul '88 oraz Barcelona '92).